# Leslie Bent Archbold
Leslie  Maffya Bent Archbold  (San Andrés, 23 de marzo de 1956-Medellín, 24 de mayo de 2016) fue un político colombiano, que se desempeñó como tercer gobernador titular del Departamento de San Andrés y Providencia.

## Biografía
Sus padres fueron Mark Bent May y Jilma Teresa Archbold Howard. Su madre era nacida en Colón, Panamá. Antes de ser político, Leslie Bent fue comerciante de autos de lujos que importaba desde Estados Unidos, aprovechando la condición de Puerto Libre en las islas. Sus nombres de nacimientos fueron Leslie Willard Bent Archbold. Sin embargo, cuando era joven siempre se destacó por su liderazgo; y andaba con jóvenes a bordo de una camioneta y les empezaron a llamar los mafiosos. Como él era el líder del grupo, empezaron a llamarlo alias el Mafia. Él no contento con alias el Mafia, decidió cambiar su segundo nombre por Maffya, debido a que lo llamaban siempre por el sobrenombre a lo que él no le gustaba que le llamaran alias el Mafia. Ése es el origen del nombre Maffya. 
Comenzó su carrera política en 1986 cuando ocupó un escaño en la Consejería Intendencial (Equivalente a una Asamblea Departamental), desde donde señaló a la administración de la Intendente María Teresa Uribe Bent de robar las arcas públicas, aunque, irónicamente, Uribe Bent sería la jefa de su campaña a la Gobernación en 1994. Fue el primer presidente de la Asamblea Departamental de San Andrés, Providencia y Santa Catalina; una vez el ente territorial dejó de ser intendencia para convertirse en Departamento de Colombia. ￼ 
En 1990 fue acusado de hacer una asonada cuando la Policía fue a detener la fiesta en la que celebraba su reelección como Consejero. Aunque el caso fue cerrado por falta de pruebas, un Tribunal de Cartagena lo volvió a abrir pero desvinculando a Bent de la investigación. En el mismo año fue acusado falsificación de moneda extranjera, pero el caso precluyó.
Tras haber sido derrotado en las urnas por el liberal Antonio Manuel Stephens en 1994, que fue demandada por supuesto fraude, al no prosperar, se volvió a presentar como candidato a la Gobernación de San Andrés en 1997 con el apoyo del Partido Liberal, arrasando con la entonces mayor votación obtenida por un candidato, superando a Simón González Restrepo, marca que no volvería ser superada sino hasta 2011 por Aury Guerrero Bowie. En las elecciones se enfrentó a Dilia Robinson, Reno Ranking y a Ralph Newball Sotelo. Una de sus principales propuestas fue instalar un sistema de gasoducto domiciliario que llevara gas a los hogares isleños.
En mayo de 1999 fue suspendido y capturado por irregularidades en su administración. En 2003, estando en la cárcel La Picota de Bogotá, fue candidato a la Gobernación de San Andrés, sin éxito.
Tras ser liberado, siguió siendo una influyente figura política en el archipiélago. En 2015 propuso la adquisición de la empresa de energía de las islas, con un empréstito internacional, así como también promovió un holding empresarial a partir de la importación de gas propano adquirido a empresas rusas.
En sus últimos años sufrió varias afecciones coronarias, teniendo que ser operado varias veces. Murió en la clínica El Rosario, en el sector de El Poblado, en Medellín, el 24 de mayo de 2016, ciudad a la que había llegado para recibir un trasplante que no alcanzó a recibir.